# Mario Siletti (attore 1897)
Mario Siletti (Torino, 5 febbraio 1897 – Roma, 17 marzo 1977) è stato un attore italiano.

## Biografia
Nasce a Torino nel 1897, frequenta le scuole tecniche e dopo essere tornato dalla prima guerra mondiale, nella sua città inizia a recitare come attor giovane prima nella compagnia Ferrero-Paoli e successivamente con Alfredo De Sanctis.
Nel 1926 recita con Aristide Baghetti e Elsa Merlini, negli anni successivi è all'interno di numerose compagnie sempre composte da gradi attori come Dora Menichelli, sino al 1930, quando riesce a formare con Dina Perbellini la sua prima compagnia.
Poi recita con Antonio Gandusio, con Eva Magni, sino al 1936 quando decide di dedicarsi esclusivamente al cinema, in cui sta diventando un brillante attore molto richiesto dalle case di produzione dell'epoca.
Per il debutto davanti alla macchina da presa, sarà diretto nel 1932 da uno dei migliori registi del periodo Mario Bonnard, nel film di ambiente calcistico Cinque a zero, sarà il primo di una ricca filmografia che lo terrà impegnato sino all'inizio degli anni '70.
Nel secondo dopoguerra torna al teatro frequentando i più disparati generi dall'avanspettacolo, alla rivista, alle commedie classiche, nei primi anni cinquanta recita con Peppino De Filippo.
Nel 1960, insieme a Franca Dominici formerà un duo di attori, che presenterà, per molti anni, presso il Teatro della Muse, una grande quantità di opere di prosa.
Frequenti le partecipazioni nella prosa radiofonica dell'EIAR e Rai, nella compagnia di prosa di Radio Roma.

## Filmografia

Mario Siletti in Don Camillo e l'onorevole Peppone

- Cinque a zero, regia di Mario Bonnard (1932)
- Sette giorni cento lire, regia di Nunzio Malasomma (1933)
- O la borsa o la vita, regia di Carlo Ludovico Bragaglia (1933)
- Piccola mia, regia di Eugenio De Liguoro (1933)
- Aria di paese, regia di Eugenio De Liguoro (1933)
- Lasciate ogni speranza, regia di Gennaro Righelli (1937)
- Eravamo sette vedove, regia di Mario Mattoli (1939)
- Fascino, regia di Giacinto Solito (1939)
- Vento di milioni, regia di Dino Falconi (1940)
- San Giovanni decollato, regia di Amleto Palermi (1940)
- Piccolo alpino, regia di Oreste Biancoli (1940)
- Il pirata sono io!, regia di Mario Mattoli (1940)
- Capitan Fracassa, regia di Duilio Coletti (1940)
- La figlia del Corsaro Verde, regia di Enrico Guazzoni (1940)
- La maschera di Cesare Borgia, regia di Duilio Coletti (1941)
- Solitudine, regia di Livio Pavanelli (1941)
- Scampolo, regia di Nunzio Malasomma (1941)
- Fari nella nebbia, regia di Gianni Franciolini (1942)
- Finalmente soli, regia di Giacomo Gentilomo (1942)
- Miliardi, che follia!, regia di Guido Brignone (1942)
- La maestrina, regia di Giorgio Bianchi (1942)
- Quattro passi fra le nuvole, regia di Alessandro Blasetti (1942)
- Musica proibita, regia di Carlo Campogalliani (1942)
- Pazzo d'amore, regia di Giacomo Gentilomo (1942)
- Dagli Appennini alle Ande, regia di Flavio Calzavara (1943)
- I nostri sogni, regia di Vittorio Cottafavi (1943)
- Principessina, regia di Tullio Gramantieri (1943)
- Il viaggio del signor Perrichon, regia di Paolo Moffa (1943)
- La casa senza tempo, regia di Andrea Della Sabbia (1943)
- Silenzio, si gira!, regia di Carlo Campogalliani (1943)
- T'amerò sempre, regia di Mario Camerini (1943)
- La moglie in castigo, regia di Leo Menardi (1943)
- Che distinta famiglia!, regia di Mario Bonnard (1943)
- Una piccola moglie, regia di Giorgio Bianchi (1943)
- Ho tanta voglia di cantare, regia di Mario Mattoli (1943)
- La locandiera, regia di Luigi Chiarini (1944)
- Le miserie del signor Travet, regia di Mario Soldati (1945)
- Il marito povero, regia di Gaetano Amata (1946)
- L'angelo e il diavolo, regia di Mario Camerini (1946)
- Aquila nera, regia di Riccardo Freda (1946)
- Eugenia Grandet, regia di Mario Soldati (1946)
- Il vento m'ha cantato una canzone, regia di Camillo Mastrocinque (1947)
- Genoveffa di Brabante, regia di Primo Zeglio (1947)
- Il segreto di Don Giovanni, regia di Camillo Mastrocinque (1947)
- Cuore, regia di Duilio Coletti (1948)
- Arrivederci, papà!, regia di Camillo Mastrocinque (1948)
- Tototarzan, regia di Mario Mattoli (1950)
- Figaro qua, Figaro là, regia di Carlo Ludovico Bragaglia (1950)
- Sambo, regia di Paolo W. Tamburella (1950)
- Romanzo d'amore, regia di Duilio Coletti (1950)
- La bisarca, regia di Giorgio Simonelli (1950)
- Fiorenzo, il terzo uomo, regia di Stefano Canzio (1951)
- Porca miseria!, regia di Giorgio Bianchi (1951)
- Era lui... sì! sì!, regia di Marino Girolami (1951)
- Il mago per forza, regia di Marino Girolami, Marcello Marchesi e Vittorio Metz (1951)
- Verginità, regia di Leonardo De Mitri (1951)
- O.K. Nerone, regia di Mario Soldati (1951)
- Napoleone, regia di Carlo Borghesio (1951)
- Il microfono è vostro, regia di Giuseppe Bennati (1952)
- È arrivato l'accordatore, regia di Duilio Coletti (1952)
- Don Camillo, regia di Julien Duvivier (1952)
- Maschera nera, regia di Filippo Walter Ratti (1952)
- Il romanzo della mia vita, regia di Lionello De Felice (1952)
- Canzoni di mezzo secolo, regia di Domenico Paolella (1952)
- L'incantevole nemica, regia di Claudio Gora (1953)
- In amore si pecca in due, regia di Vittorio Cottafavi (1954)
- Gran varietà, regia di Domenico Paolella (1954)
- Due notti con Cleopatra, regia di Mario Mattoli (1954)
- Rosso e nero, regia di Domenico Paolella (1954)
- Teodora, imperatrice di Bisanzio, regia di Riccardo Freda (1954)
- Il cardinale Lambertini, regia di Giorgio Pàstina (1954)
- Casta Diva, regia di Carmine Gallone (1954)
- Don Camillo e l'onorevole Peppone, regia di Carmine Gallone (1955)
- I due compari, regia di Carlo Borghesio (1955)
- Piccola posta, regia di Steno (1955)
- Il motivo in maschera, regia di Stefano Canzio (1955)
- Le avventure di Giacomo Casanova, regia di Steno (1955)
- Ci sposeremo a Capri, regia di Siro Marcellini (1956)
- È arrivata la parigina, regia di Camillo Mastrocinque (1958)
- Sua Eccellenza si fermò a mangiare, regia di Mario Mattoli (1961)
- Don Camillo monsignore... ma non troppo, regia di Carmine Gallone (1961)
- I moschettieri del mare, regia di Steno (1962)
- Gli eroi di ieri... oggi... domani, regia di Fernando Di Leo (1964)
- Amore mio, regia di Raffaello Matarazzo (1964)
- Io uccido, tu uccidi, regia di Gianni Puccini (1965)
- La spia che viene dal mare, regia di Lamberto Benvenuti (1966)
- Quando dico che ti amo, regia di Giorgio Bianchi (1967)
- Ninì Tirabusciò, la donna che inventò la mossa, regia di Marcello Fondato (1970)

## Televisione
- L'affare Kubinsky di László Fodor e László Lakatos, regia di Giuseppe Di Martino, trasmessa dalla Rai il 3 febbraio 1967.
- La famiglia Benvenuti, regia di Alfredo Giannetti, prima puntata, 2 aprile 1968.
- Stasera Fernandel, regia di Camillo Mastrocinque, episodio Terrore al castello (1968)

## Prosa radiofonica Rai
- La gelosa, commedia di André Bisson, regia di Guglielmo Morandi, trasmessa il 19 giugno 1950.
- L'orso di Anton Čechov, regia di Anton Giulio Majano, trasmessa il 29 luglio 1950.

## Teatro
- I milioni di Michele Galdieri e Arturo Milone, regia di Michele Galdieri, prima al Teatro Eliseo di Roma il 12 maggio 1935.
- Cantachiaro di Garinei e Giovannini, De Tuddo, Franco Monicelli, regia Oreste Biancoli, prima al Teatro Quattro Fontane di Roma il 1º settembre 1944.
- Chi è di scena? di Michele Galdieri, regia di Michele Galdieri, prima al Teatro del Casinò di Sanremo il 21 dicembre 1953.
- Al calar del sipario (1965)